# عشارة الكبيرة (الهايي)
عشارة الكبيرة (بالفارسية: عشاره بزرگ) هي قرية وتقع في إيران في قسم الهايي الريفي. يقدر عدد سكانها بـ 834 نسمة بحسب إحصاء 2016.